# آربی‌دبلیو
آربی‌دبلیو (انگلیسی: RBW) شرکت نشر موسیقی کره‌ای است، که در سال ۲۰۱۰ تأسیس شد.